# Fascellina
Fascellina là một chi bướm đêm thuộc họ Geometridae.